# Doctor Medianoche
El Doctor Medianoche (en inglés, Doctor Mid-Nite) es un personaje de ficción, un Superhéroe dentro del Universo DC. Tres personajes han llevado ese nombre: Charles McNider, Beth Chapel y Pieter Anton Cross. El Doctor Medianoche fue originalmente creado por el escritor Charles Reizenstein y el artista Stanley Josephs Aschmeier y su primera aparición fue en All-American Comics Nº25 (abril de 1941).
El personaje aparece típicamente en las historias de trabajo en equipo. Al igual que muchos de la época dorada de los cómics de otros personajes heroicos; el original Doctor Medianoche apareció como miembro de la Sociedad de la Justicia de América y los dos sucesores también fueron representados como miembros del grupo o una rama. Doctor Medianoche nunca ha aparecido como él solo como protagonista de un Cómic, pero si ha sido objeto de una antología y un miniserie.[2]
Los tres personajes que han representado al personaje, han exhibido las mismas características básicas: un traje encapuchado con una luna creciente como símbolo, gran habilidad para ver en la oscuridad a costa de la ceguera total o casi total de la luz solar, y el uso de viseras especiales y bombas de humo "llamada apagón" para obtener una ventaja táctica en combate.Los tres han sido los médicos que vensólo atienden a las necesidades de los seres humanos normales, sino también a las necesidades de sus compañeros metahumanos  (superhéroes). Todos son expertos en artes marciales . Dos de los médicos han ido acompañados de un búho , y uno, de un gato montes (Beth Chapel).
Doctor Medianoche es ampliamente considerado como el primer superhéroe de cómics en exhibir un impedimento físico (ceguera). (El anterior a la fecha por más de veinte años, la llegada de Daredevil, también es un personaje ciego, en Marvel Comics).
Charles McNider hizo su debut en acción real en la segunda temporada de Legends of Tomorrow interpretado por Kwesi Ameyaw. Charles McNider también aparece en Stargirl, interpretado por Henry Thomas en la primera temporada y Alex Collins en la segunda temporada, junto a Beth Chapel, interpretada por Anjelika Washington.

## Biografías de los personajes que han portado este nombre

### Charles McNider
Charles McNider, un cirujano, fue llamado una noche para quitar una bala de un testigo para testificar contra las mafias. Un mafioso lanzó una granada en la habitación, matando al testigo y cegándolo, con la lesión que le hizo creer que su carrera como cirujano había terminado. Una noche, mientras se recuperaba, una lechuza se estrelló a través de su ventana. Removiendo las vendas que cubrían sus ojos, McNider descubrió que aún podía ver, pero solo en la oscuridad perfecta. McNider desarrolló una visera especial que le permitió ver en la luz y "bombas de apagón" capaces de bloquear toda la luz, convirtiéndose en un luchador del crimen disfrazado. Adoptando el búho que voló a través de su ventana y nombrándolo "Hooty", el pájaro se convirtió en su "compañero". Más tarde se unió a la Sociedad de la Justicia de América (JSA) y al Escuadrón Estrella. En 1942, McNider se alistó en el Cuerpo Médico de los Estados Unidos como un médico durante la Segunda Guerra Mundial, subiendo al rango de Capitán. Diez años después de su debut, McNider asumió brevemente el papel de Starman después de la JSA Se disolvió cuando Ted Knight, el Starman original, sufrió un colapso nervioso como resultado de su participación en el desarrollo de la bomba atómica.
McNider sufrió un devastador evento en 1953, cuando la chica a la que amaba, Myra Mason, fue asesinada por Shadower, un enemigo que conocía la identidad secreta del Doctor Medianoche. La historia romántica posterior de McNider no está revelada, pero otra "vieja amiga" de McNider, la señorita Alice King, apareció en All-American Comics #90 (octubre de 1947). McNider aparentemente no tenía hijos, pero en un momento McNider rescató a una mujer embarazada de un ataque en Sogndal, Noruega y entregó a su bebé, Pieter Cross, quien más tarde se convirtió en el tercer Doctor Medianoche. McNider también fue uno de los miembros de la JSA capturados y colocados en animación suspendida por el villano inmortal Vándalo Salvaje, antes de ser liberado por el Flash Barry Allen.
Charles McNider en algún momento llegó a su fin como una de las bajas de la Hora Cero, cuando él y su compañero miembro de la JSA Hourman fueron envejecidos por Extant. Fue reanimado brevemente como un miembro del Cuerpo de Linternas Negras durante el acontecimiento Blackest Night, solamente para ser destruido por Mister Terrific.

### Beth Chapel
A medida que el anciano McNider pasaba menos tiempo en acción, Beth Chapel, una médica, se metió en el papel de Doctor Medianoche. Beth Chapel era oriunda de Orangeburg, Carolina del Sur, con un padre pastor, una madre que cantaba en el coro de la iglesia y cuatro hermanos. Chapel apareció por primera vez cuando Jade de Infinity Inc fue trasladado a su hospital para recibir tratamiento después de encontrar el toque de cianuro de Mister Bones. Durante el inicio de la Crisis en las Tierras Infinitas, Beth fue cegada por una explosión de oxígeno, solo para ser rescatada por el hijo de Hourman Rick Tyler, quien ha tomado la droga de McNiter que mejora la capacidad de ver en la oscuridad. Beth usó la fórmula para tratar de manera similar su ceguera, y ella y Rick asumieron los mantos de sus predecesores como Doctor Medianoche y Hourman, con su madre haciendo un traje de superhéroe de una túnica de coro. Junto con un nuevo Wildcat, Chapel y Tyler solicitaron ser miembros de Infinity Inc, al final ganando admisión; Sin embargo, la asociación fue de corta duración, ya que Infinity Inc. se disolvió poco después, aunque Chapel y Tyler comenzaron una relación romántica durante su mandato.
Doctor Medianoche y Wildcat fueron reclutados posteriormente por el gobierno de Estados Unidos para una misión para derrotar al supervillano Eclipso, solo para que Chapel muriera en la misión junto con Wildcat, Creeper, Commander Steel, Peacemaker y Major Victory.

### Pieter Cross
El tercer Doctor Medianoche es Pieter Anton Cross. Cross hace su primera aparición en el número 3 de prestigio en formato serie limitada Doctor Medianoche (1999).
Cross es el hijo noruego de un notable científico, el difunto Theodoric Cross. Pieter fue entregado como un bebé por el doctor original Medianoche, Charles McNider, que acababa de rescatar a su madre de vagabundos. Como un adulto Pieter es más tarde incapaz de salvar a su madre de la enfermedad de Chagas, que contagio en Brasil, mientras lo visitaba.
La carrera de Cross en la lucha contra el crimen comienza cuando dirige una clínica gratuita en Portsmouth, Washington. Su trabajo lo lleva a investigar una nueva droga de la calle llamada A39, un derivado accidental del veneno de tipo esteroide. La droga, pronto se entera, es producida por una corporación diabólica llamada Industrias Praeda, dirigida por el Trío Terrible (ex enemigos del Batman). Cross es drogado por agentes de la compañía y pronto involucrado en un accidente de coche. El accidente toma la vida de una joven llamada Katherine Blythe. Después del accidente, encuentra que solo puede ver en la oscuridad a través de la visión infrarroja (también puede emplear la visión de ultrasonido). Él toma el nombre Doctor Medianoche y decide luchar contra el crimen. Cross se une a la nueva encarnación de la Sociedad de la Justicia de América, y disfruta de un breve romance con su compañero de equipo Canario Negro.
Cross es generalmente retratado como un médico primero y segundo vigilante. Los escáneres en sus lentes de capucha identifican los riesgos para la salud y las amenazas. Es vegetariano y practica yoga (JSA). Cross transporta equipo médico de alta tecnología además de armas (incluyendo bombas de apagón). Algunas personas a quienes Cross asiste en algún momento vienen a ayudarlo en su trabajo como combatiente del crimen y cirujano de la comunidad. Los aliados ganados de esta manera incluyen a niños de la calle reformados "Nite Lite" y "Ice Sickle" y la escritora Camilla Marlowe.(Ice Sickle es más tarde asesinado por el Espíritu Rey vengativo) El Dr. Medianoche también sirve como mentor sabio y amable al joven Jaime Reyes, el último Escarabajo azul.
Cross's Doctor Medianoche es uno de los médicos más prominentes en la DCU. Él y su colega de la JSA, el Mr. Terrific, funcionan como científicos de "ir a" para el conjunto de superhéroes. Entre los logros notables de Cross: el descubrimiento de que Alan Scott está compuesto por la llama verde del Starheart; Realización de pruebas y chequeos anuales para Power Girl; Cirugía de emergencia en Hourman; Extracción del virus Brainiac de Oracle; la autopsia de Sue Dibny (Crisis de Identidad); La eliminación de la bala de francotirador que las heridas Lois Lane en Umec (arco de la historia de la batería en Adventures of Superman); Realizando pruebas de ADN en Terra (Terra #3, 2009).
Cross también es llamado por las agencias médicas tales como Laboratorios S.T.A.R. durante casos inusuales. En un momento es llamado por S.T.A.R. Para investigar la reaparición de Delores Winters, el primer anfitrión para el Ultra-Humanidad. Winters ahora roba las partes del cuerpo de metahumans y se llama el invierno sin fin. Doctor Mid-Nite pone fin al robo y ayuda a restaurar la salud de sus víctimas. (JSA: Clasificado #19-20, 2007)
El Batman realiza investigaciones encubiertas sobre las habilidades de Cross y concluye que el alcance completo de su visión mejorada aún no se ha alcanzado (JSA 31). El Batman aparentemente no ha revelado esta información a Cross.
Cuando la Sociedad de Justicia encuentra a Gog, último sobreviviente del Tercer Mundo, el ser benevolente restaura la visión de Pieter. Aunque inicialmente una bendición, esto más tarde funciona a la desventaja de Pieter en el campo, ya que ya no es capaz de ver a través de sus propias bombas oscuras, y la pérdida de su visión infrarroja le impide salvar un mortalmente herido Lance Como dejarlo sentirse desafiado al intentar realizar incluso operaciones normales. Finalmente, el JSA completo monta un asalto total a Gog, habiendo aprendido de Sandman que Gog se está arraigando a sí mismo en la Tierra, y si permanece un día más, la Tierra morirá si alguna vez sale, dejándolos con el Opción de matar a Gog y separar su cabeza de la Tierra, que es la única manera de salvar al planeta. Los otros miembros de la sociedad que siguen a Gog intentan protegerlo, hasta que lo ven intentar atacar a un miembro de la sociedad. Todos los seguidores toman la pelea, y Gog los castiga a todos, quitando sus bendiciones, incluyendo las vistas del Dr. Mid-Nite.
Después de ser contactado por el actual líder de los Titanes Beast Boy, el Dr. Mid-Nite es llamado para ayudar a Raven cuando es atacada y poseída por una entidad demoníaca desconocida. Apareciendo en la torre de los titanes vía tecnología del holograma, el Dr. Mid-Nite y el estático pueden con éxito poder conducir al demonio del cuerpo de Raven.

## Apariciones en otros medios

### Televisión
- El Dr. Medianoche ha hecho diversas apariciones breves sin diálogo en la serie animada Liga de la Justicia Ilimitada, más notablemente en los episodios "Dark Heart", "Divided We Fall", and "Destroyer". En el último se lo muestra junto a otros miembros de la SJA como el Doctor Destino, Hourman y Wildcat).
- En el episodio de "The Golden Age of Justice" de Batman: The Brave and the Bold, se lo presenta como un miembro de la SJA. Su voz es provista por Corey Burton.
- El Dr. Medianoche aparece en el episodio "Absolute Justice" de Smallville, en una pintura que muestra al equipo completo de la SJA.
- La encarnación de Charles McNider del Doctor Medianoche aparece en la segunda temporada de la serie Arrowverso de The CW, Legends of Tomorrow,[17] interpretado por Kwesi Ameyaw.[18] Esta versión estuvo activa en la década de 1940, es miembro de la Sociedad de la Justicia de América y es legalmente ciega, pero posee la capacidad metahumana de ver perfectamente en la oscuridad.
- Tanto las encarnaciones de Charles McNider como Beth Chapel del Doctor Medianoche aparecen en la serie Stargirl de DC Universe, interpretados por Henry Thomas (temporada uno) y Alex Collins (temporada dos) y Anjelika Washington respectivamente.[19] Este último toma el relevo después de que el primero muere en la batalla contra la Sociedad de la Injusticia.

### Películas
- Un Doctor Medianoche no identificado hace un cameo en los créditos iniciales de la película animada Justice League: The New Frontier. Esta versión es miembro de la Sociedad de la Justicia de América.